# Nicholas (Schiff, 1942)
Die Nicholas (DD-449) war ein Zerstörer der US-Marine. Sie gehörte zur Fletcher-Klasse und war von 1942 bis 1970 im Dienst. Das Schiff wurde im Zweiten Weltkrieg, im Koreakrieg sowie im Vietnamkrieg eingesetzt und ist das Schiff der US-Marine mit den meisten Auszeichnungen. 1972 wurde die USS Nicholas abgebrochen.

## Namensgeber
Major Samuel Nicholas (1744–1790) war während des Amerikanischen Unabhängigkeitskrieges Offizier der Continental Marines. Er kommandierte die erste Landung der amerikanischen Marines beim Angriff auf New Providence, Bahamas. Am 6. Juni 1776 wurde Nicholas zum Major befördert.

## Technik

### Rumpf und Antrieb
Der Rumpf der Nicholas war 114,7 m lang und 12,2 m breit. Der Tiefgang betrug 5,4 m, die Verdrängung 2.100 Standardtonnen. Der Antrieb des Schiffs erfolgte durch zwei Dampfturbinen von General Electric, der Dampf wurde in vier Kesseln von Babcock & Wilcox erzeugt. Die Leistung betrug 60.000 Wellen-PS, die Höchstgeschwindigkeit lag bei 38 Knoten.

### Bewaffnung und Elektronik
Hauptbewaffnung der Nicholas waren bei Indienststellung ihre fünf 5-Zoll/127-mm-Mark-30-Einzeltürme. Dazu kamen diverse Flugabwehrkanonen, deren Anzahl im Laufe des Krieges immer weiter erhöht wurde. 1948/49 wurde das Schiff dann zum U-Jagdzerstörer umgebaut und erhielt verstärkte Anti-U-Boot-Bewaffnung, unter anderem einen Mk.-108-U-Jagdraketenwerfer vor der Brücke.
Die USS Nicholas war mit Radar ausgerüstet. Am Mast über der Brücke waren ein SG- und ein SC-Radar montiert, mit denen Flugzeuge bereits auf Entfernungen zwischen 15 und 30 Seemeilen und Schiffe bereits auf Entfernungen zwischen 10 und 22 Seemeilen geortet werden konnten.

## Geschichte
Am 3. März 1941 wurde die Nicholas bei Bath Iron Works Corp., Bath, Maine, auf Kiel gelegt. Der Stapellauf erfolgte am 19. Februar 1942. Ihre Taufpatin war Edward B. Tryon, Ur-Ur-Ur-Enkelin von Samuel Nicholas. Das Schiff wurde am 4. Juni 1942 unter dem Kommando von Lieutenant Commander William D. Brown in Dienst gestellt.

### 1942
Nicholas wurde dem Destroyer Squadron (DesRon) 21 zugeteilt. Sie verließ New York am 23. August 1942 und nahm zusammen mit dem Schlachtschiff Washington Kurs auf den Pazifik. Nach Passage des Panamakanals erreichte sie Espiritu Santo am 27. September. Drei Tage später begann sie Geleitzüge nach Guadalcanal zu eskortieren. Bis 1943 geleitete sie die Konvois von Espiritu Santo und Nouméa nach Guadalcanal und Tulagi, schützte sie beim Entladen und kehrte mit ihnen wieder zum Ausgangspunkt zurück. Zwischendurch wurden ihr offensive Einsätze zugewiesen. Sie machte Jagd auf japanische U-Boote, klärte die Meerenge zwischen den Inselketten der nördlichen und südlichen Salomonen (genannt The Slot) auf, beschoss Landziele und unterstützte das Vorrücken des US Marines Corps und der US Army mit ihren Geschützen.

### 1943

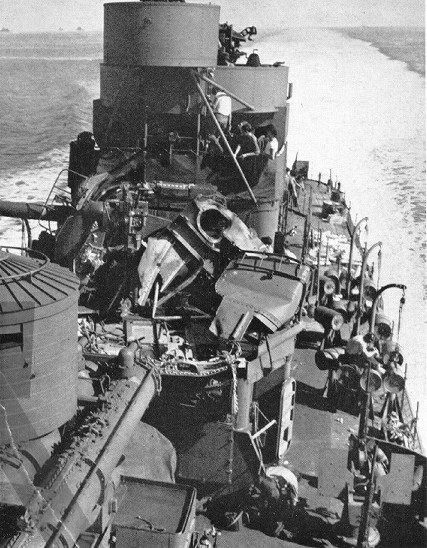
Explodiertes Geschütz #3

Zusammen mit ihren inzwischen eingetroffenen Schwesterschiffen Fletcher, Radford, Jenkins, La Valette, O'Bannon, Chevalier, Strong, Taylor und De Haven bildete sie das DesRon 21, dessen Flaggschiff sie war.
Im Januar 1943 gehörte Nicholas zu den Zerstörern der Task Force 67 (Cactus Striking Force), die dem letzten japanischen Gegenangriff auf Guadalcanal Widerstand boten, indem sie das neu erbaute Flugfeld auf Munda am 4. und 5. Januar beschossen, Angriffe auf die Rückzugwege zwischen Kokumbona und Cape Esperance am 19. Januar durchführten sowie am 23. und 24. Januar ihre Artillerie gegen das Versorgungsgebiet bei Vila auf Kolombangara einsetzten. Am 26. Januar übernahm Lt.Cdr. Andrew J. Hill das Kommando über die USS Nicholas.
Als die Japaner am 1. Februar die Operation KE, die Evakuierung Guadalcanals, begannen, deckte der Zerstörer die Landung des 2. Bataillons des 132. Infanterieregiments bei Verahue und unterstützte den weiteren Vormarsch ins Gebiet von Cape Esperance. Auf dem Rückweg nach Tulagi fuhr die Nicholas zusammen mit der De Haven und drei LCTs, als der Verband von 14 Aichi D3A "Val" Sturzkampfbomber angegriffen wurde. Drei Bomben trafen die De Haven und eine vierte riss als Nahtreffer ihren Rumpf auf. Während ihr Schwesterschiff auf den Grund des Ironbottom Sound sank, wehrte die Nicholas acht Flugzeuge ab und erhielt einen Nahtreffer, der zwei Besatzungsmitglieder tötete und die Ruderanlage beschädigte.
Nach Abschluss der Reparaturarbeiten führte sie ihre verschiedene Aufgaben fort. Der März wurde von Geleitzugdienst und zwei Einsätze gegen Landziele im Munda-Kolombangara-Gebiet auf New Georgia geprägt. Im April wurde sie der Task Force 18 zugeteilt, als im Slot zu patrouillieren. Am 19. April nahm sie Kurs auf Sydney, Australien, und kehrte am 11. Mai 1943 zurück zur TF 18. Am 13. Mai bekämpfte sie Ziele auf Kolombangara, als es beim Geschütz #3 zur Ladehemmung kam und es explodierte. Es gab keine Verluste. Nach der Reparatur auf Nouméa übernahm sie U-Jagd-Patrouillen und gegen Ende des Monats Geleitzugdienste zwischen den Salomonen und den Neuen Hebriden.
Am 5. Juli beschoss die Nicholas erneut Kolombangara. In den frühen Morgenstunden des 6. Juni kam es zum Kontakt mit feindlichen Schiffen im Kula-Golf. In der folgenden Schlacht im Kula-Golf ging der Kreuzer Helena verloren. Während sie 291 Überlebende rettete, bekämpfte Nicholas die japanischen Schiffe mit Artillerie und Torpedos. Nicholas und Radford wurden später für ihre Leistungen während der Schlacht mit einer Presidential Unit Citation ausgezeichnet.
In der Nacht vom 12. auf den 13. Juni nahm die Nicholas an der Schlacht bei Kolombangara teil. Am 15. Juni 1943 deckte sie die Rettung von Schiffbrüchigen der Helena von Vella Lavella und kehrte am 16. Juni nach Tulagi zurück, um die Geleitdienste fortzusetzen. Zusammen mit O'Bannon, Taylor und Chevalier lief sie am 17. August aus, um vier japanische Zerstörer auf dem Weg nach Vella Lavella abzufangen. Die amerikanischen Zerstörer orteten mit Radar die japanischen Schiffe um 00:29 Uhr in einer Entfernung von 11 NM. Im Westen zeigte das Radar eine Gruppe Lastkähne. Um 00:50 Uhr drehten die Amerikaner auf die Kähne zu. Um 00:56 Uhr änderten sie erneut Kurs und hielten auf die japanischen Zerstörer zu. Im kurzen Gefecht vor Horaniu gelang es den Japanern, ein Crossing-the-T-Manöver zu fahren, konnten aber diese Situation nicht zu ihrem Vorteil nutzen. Sie brachen das Gefecht um 01:03 Uhr ab. Die amerikanischen Schiff nahmen die Verfolgung auf, erzielten Treffer auf der Isokaze, fielen dann aber zurück, als Probleme auf der Chevalier ihre Geschwindigkeit auf 30 Knoten reduzierte. Sie richteten nun ihre Aufmerksamkeit auf die Lastkahngruppe und versenkten zwei U-Jäger, zwei Torpedoschnellboote und einen Lastkahn.
Nicolas kehrte am 19. August nach Velle LaVella zurück, um am 19. und 20. August Einsätze gegen japanischen Schiffsverkehr zu fahren und am 24. und 25. Minensuchoperationen zu schützen. Ende August fuhr sie nach Australien und war im Oktober wieder in den Salomonen. Am 11. Dezember verließ Nicholas mit der Task Group 50.1 Nadi, Fidschi, um Angriffe auf Kwajalein und Wotje durchzuführen. Anschließend nahm sie Kurs Richtung Osten und erreichte am 15. Dezember 1943 San Francisco, um überholt zu werden.

### 1944
Ab 12. Februar 1944 wurde die Nicholas zum Geleitdienst im Zentral- und Südpazifik eingesetzt.
Am 5. April verlegte sie mit dem DesRon 21 zur Milne Bay um vorübergehend bei der 7. Flotte zu dienen. Am 22. April war sie an der Landung bei Aitape, Papua-Neuguinea beteiligt und eskortierte anschließend bis zum 8. Mai Nachschubgeleitzüge vor Ort und zur Humboldt Bay. Danach kehrte die Nicholas auf die Salomonen und zur 3. Flotte zurück. Am 29. Mai wurde die Medina Plantage auf New Ireland beschossen.
Die erste Junihälfte war das Schiff zur U-Jagd eingesetzt und wurde ab 14. Juni erneut der 7. Flotte zugeteilt und operierte mit der Task Group 70.8 in den nördlichen Salomonen.
Am 15. August nahm sie Kurs auf Manus, um sich der Task Force 74 anzuschließen. Bis zum 27. August war sie entlang der Küste Neuguineas eingesetzt. Anschließend kehrte sie nach Seeadler Harbor zurück, von wo aus sie die Kämpfe um Morotai zwischen dem 15. und 30. September 1944 unterstützte.
Im November fuhr sie von Ulithi zusammen mit dem leichten Kreuzer St. Louis und dem Zerstörer Taylor nach Kossol Roads, Palau. Am 12. November näherte sich ein U-Boot dem Verband. Nicholas verließ die Formation und versenkte das japanische U-Boot I-38 mit Wasserbomben. Vier Tage später patrouillierte der Zerstörer als Teil der Task Group 77.1 den südlichen Teil des Golf von Leyte.
Bis zum 6. Dezember 1944 überstand sie vier Kamikaze-Angriffe am 27. und 29. November sowie am 2. und 5. Dezember. Am 6. Dezember operierte sie in der Camotes-See, beschoss Einrichtungen der japanischen Marine in der Bucht von Ormoc und deckte die dort stattfindende alliierte Landung. Am 10. Dezember nahm sie Kurs auf Manus und kehrte am 28. Dezember nach Leyte zurück, um erneut Geleitdienste aufzunehmen.

### 1945
Ab 1. Januar gehörte der Zerstörer der Task Group 77.3 an, die Unterstützungsgruppe für die Landungen am Golf von Lingayen. Auf dem Weg nach Luzon wurde die Gruppe von feindlichen Kleinst-U-Booten angegriffen und war nahezu ständig Luftangriffen ausgesetzt. Nach zweitägigen Beschuss des Landungsgebietes landeten am 9. Januar 1945 68.000 Soldaten der 6. US-Armee. Insgesamt landeten im Verlauf der nächsten Tage 203.608 Soldaten auf einem 32 km langen Küstenabschnitt, der von Sual, Lingayen und Dagipan (XIV. Korps) im Westen und San Fabian (I. Korps) im Osten reichte. Bis zum 18. Januar setzte die Nicholas ihre Geschütze zur Feuerunterstützung ein. Danach patrouillierte sie mit der Geleitträgergruppe im Westen von Luzon. Am 24. Januar griff sie ein Motorboot auf, mit dem drei Japaner versuchten, von der Insel zu fliehen. Nicholas unterstützte am 29. Januar mit ihrer Artillerie die Landung in der Provinz Zambales.
Im Februar eskortierte sie Schiffe zwischen Leyte und Mindoro und beschoss Corregidor, andere Inseln in der Manilabucht sowie Küsteneinrichtungen bei Mariveles. Sie beschützte Mitte März Minensucher in der Straße von Basilan und unterstützte die Besetzung von Zamboanga.
USS Nicholas kehrte im April nach Luzon zurück, um der 6. US-Armee bei der Eroberung der Insel zu helfen. Am 24. April war sie in Niederländisch-Indien eingesetzt. Es folgten bis zum 5. Mai Unterstützungseinsätze während der Eroberung Tarakans. Nach erneuten Einsätzen in Luzon nahm sie, zur Task Unit 30.12.2 gehörend, am 15. Juni Kurs auf Okinawa. Bis zur Einstellung der Feindseligkeiten am 15. August 1945 gehörte sie der Task Group 30.8 sowie ab 11. August der Carrier Task Group 38.4 an, deren Flugzeugträger sie am 13. August während der Angriffe auf Tokio schützte.
Admiral William Halsey, Kommandeur der 3. Flotte, befahl „aufgrund ihres tapferen Kampfes während des langen Weges vom Südpazifik bis zum Ende“ die Anwesenheit der Nicholas, O'Bannon und Taylor bei der Kapitulation Japans in der Bucht von Tokio. Halseys Flagship Task Group zugeordnet, brachte die Nick japanische Lotsen und Friedensgesandte auf die Schiffe der Flotte, geleitete das Schlachtschiff Missouri in die Bucht von Tokio und transportierte alliierte und US-Repräsentanten zur formalen Unterzeichnung der japanischen Kapitulation an Bord der Missouri am 2. September 1945.
Am 5. Oktober nahm die Nicholas Kurs auf Seattle, wo sie am 19. Oktober einlief. Sie setzte ihre Fahrt nach San Pedro fort und begann dort am 1. November mit den Vorbereitungen für ihre Inaktivierung.

### 1946–1959
Nach der Außerdienststellung am 12. Juni 1946 verblieb Nicholas in der Pacific Reserve Fleet, bis die aufkommenden Feindseligkeiten in Korea ihre Reaktivierung erforderten. Am 26. März 1949 wurde sie zum Geleitzerstörer DDE-449 umklassifiziert. Der Umbau begann im November 1950, und am 19. Februar 1951 wurde die Nicholas (DDE-449) wieder in Dienst gestellt. Nach der Erprobungsfahrt lief sie nach Pearl Harbour und wurde der Escort Destroyer Division (CortDesDiv) 12, Escort Destroyer Squadron (CortDesRon) 1 zugeteilt. Am 10. Juni 1951 lief sie in Yokosuka ein. Sie blieb bis 14. November in Fernost und schützte die Flugzeugträger der Task Force 77 vor der Westküste Koreas, führte U-Jagd-Übungen zwischen Yokosuka und Okinawa durch und patrouillierte in der Formosastraße. Zwischen Mai und Juli sowie zwischen November 1952 und Mai 1953 war sie erneut in Fernost eingesetzt. Nach Korea wechselten sich Dienste im West- und im Ostpazifik ab. 1954 war USS Nicholas an der Operation Castle, einer Serie von Kernwaffentests, beteiligt.

### 1960–1970

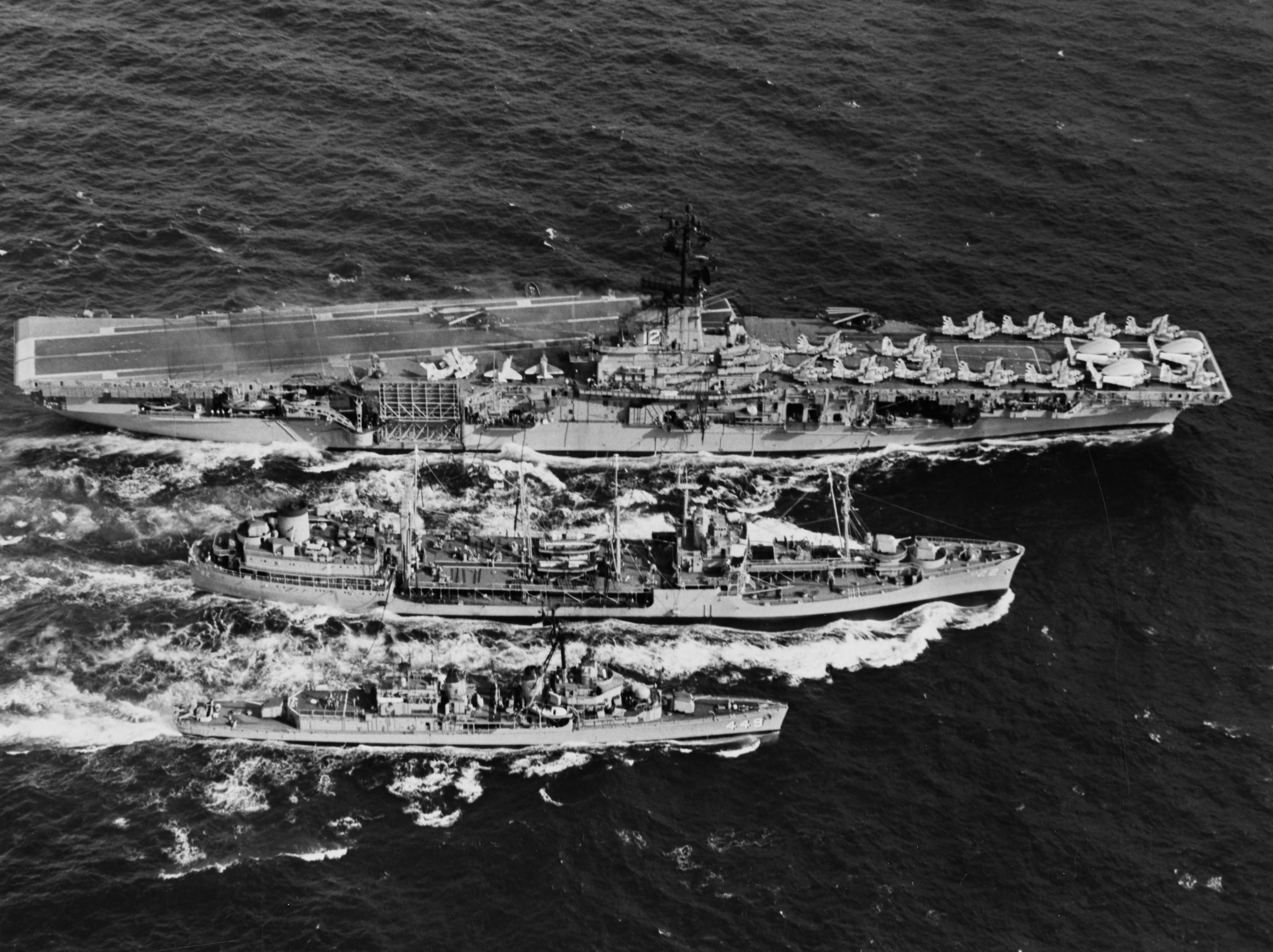
Die Hornet und die Nicholas übernehmen Treibstoff vom Tanker Cimarron

Von Dezember 1959 bis Juli 1960 wurde die USS Nicholas im Fram-II-Programm umgebaut. Ihre erste Auslandsfahrt führte sie zum ersten Mal seit dem Zweiten Weltkrieg wieder in das Südchinesische Meer. Am 1. Juli 1962 wurde das Schiff erneut zum DD umklassifiziert. Im März 1965 war sie eines der ersten Schiffe, die an der Operation Market Time teilnahmen und Patrouillen entlang der südvietnamesischen Küste durchführten, um das Einschmuggeln von Menschen, Waffen und Versorgungsgütern durch die Vietcong und Nordvietnamesen zu verhindern. Am 15. April wurde Nicholas nach Pearl Harbor entlassen und kehrte Mitte September wieder nach Vietnam zurück. Vom 1. Oktober an führte sie Überwachungsaufgaben und Feuerunterstützungen durch. Am 3. Dezember verlegte sie in die Formosastraße. Anfang 1966 lief sie wieder nach Vietnam und wurde auf der Yankee Station im Golf von Tonkin eingesetzt. Im Anschluss nahm sie erneut an der Operation Market Time teil. Sie kehrte am 17. März 1966 nach Pearl Harbor zurück.
Während ihrer Entsendung nach Vietnam zwischen November 1966 und Mai 1967 nahm sie an der Operation Deckhouse Five im Gebiet des Mekong-Deltas und an Missionen in der Nähe der DMZ teil. Den größten Teil ihres Westpazifik-Einsatzes 1968 verbrachte die Nicholas erneut in vietnamesischen Gewässern auf der Yankee Station sowie mit Einsätzen zur Feuerunterstützung. Bei ihrer Rückkehr in den Ostpazifik wurde das Schiff angewiesen, das Apollo-Programm der NASA zu unterstützen. Vom 8. bis 23. Oktober 1968 lag die Nicholas für Apollo 7 und vom 19. bis 22. Dezember 1968 für Apollo 8 im Pazifik bereit. Sie kehrte nach Pearl Harbour zurück und führte in den Gewässern vor Hawaii Übungen zur Vorbereitung des nächsten Einsatzes im Westpazifik durch.
Nachdem sie acht Jahre zuvor der älteste aktive Zerstörer der US-Marine geworden war, erfolgte am 30. Januar 1970 Nicks Außerdienststellung in Pearl Harbor. Auch diesmal lag an ihrer Seite ihr Schwesterschiff O’Bannon, mit dem sie in ihrer Dienstzeit häufig zusammen eingesetzt gewesen war.

### Verbleib
Nach ihrer Außerdienststellung wurde sie nach Portland, Oregon, geschleppt, im Oktober 1970 zum Abbruch verkauft und 1972 verschrottet.

## Auszeichnungen
Zusätzlich zur Presidential Unit Citation wurde Nicholas während des Zweiten Weltkrieges mit 16 Battle Stars ausgezeichnet. Von allen Zerstörern erhielt nur ihr Schwesterschiff O’Bannon mehr. Sie erhielt fünf weitere Battle Stars für ihre Einsätze im Koreakrieg und neun im Vietnamkrieg. Mit insgesamt 30 Battle Stars ist sie das am häufigsten ausgezeichnete Schiff der US-Marine.